# 昌黎站
昌黎站是一个京哈线上的铁路车站，位于中华人民共和国河北省秦皇岛市昌黎县昌黎镇，建于1892年，目前为二等站，邮政编码为066600。目前客运：办理旅客乘降；行李、包裹托运；货运：办理整车、零担货物发到；办理整车货物承运前保管；不办理危险货物发到。